# Rüsselkäfer
Die Rüsselkäfer „im engeren Sinne“ (Curculionidae) sind eine Familie der Käfer.
Die Verwandtschaftsverhältnisse der Rüsselkäfer sind seit längerem Gegenstand der Forschung. Das führte dazu, dass einige ehemalige Unterfamilien der Curculionidae ausgegliedert wurden. Das betrifft z. B. die Apioninae – nach aktueller Auffassung eine Unterfamilie der Brentidae.
Meist wird unter dem deutschen Ausdruck Rüsselkäfer deshalb die gesamte Überfamilie Curculionoidea und nicht nur die Familie Curculionidae verstanden, da sie den namensgebenden Rüssel als Merkmal teilen. Andere, traditionell eigenständige Familien wie die Borkenkäfer wurden als Unterfamilie in die Curculionidae eingegliedert, obwohl sie umgangssprachlich keine Rüsselkäfer waren: Ihre Lebensweise im Holz unterscheidet sie von den meisten anderen Rüsselkäfern und führte zum evolutionären Verlust des Rüssels. Der Trivialname „Rüsselkäfer“ schließt diese rüssellosen Formen oft nicht mit ein.
Rüsselkäfer sind weltweit extrem artenreich; eine Übersicht von 2007 nennt 51.000 wissenschaftlich beschriebene Arten. Zahlreiche Arten warten noch auf ihre Entdeckung. Es wird geschätzt, dass die tatsächliche Artenzahl etwa viermal so hoch ist. Ca. 1200 Arten wurden in Mitteleuropa gefunden, etwa 950 davon in Deutschland. Geht man von ca. 400.000 beschriebenen Käferarten weltweit aus, so machen die Rüsselkäfer ca. 13 % davon aus. Von den grob abgeschätzten zwei Millionen beschriebenen Tier- und Pflanzenarten sind also ca. 2,6 % Rüsselkäfer. Damit sind die Rüsselkäfer eine der artenreichsten Familien aller Lebewesen.
Einige Arten dieser Familie verursachen in der Landwirtschaft Schäden und andere sind Vorratsschädlinge im Haushalt. Einige Arten werden allerdings mit Erfolg zur biologischen Unkrautbekämpfung eingesetzt. Die bei weitem meisten Arten führen jedoch mit einer Körpergröße von wenigen Millimetern ein verborgenes Leben und sind nur bei gezielter Beobachtung zu entdecken.

## Merkmale

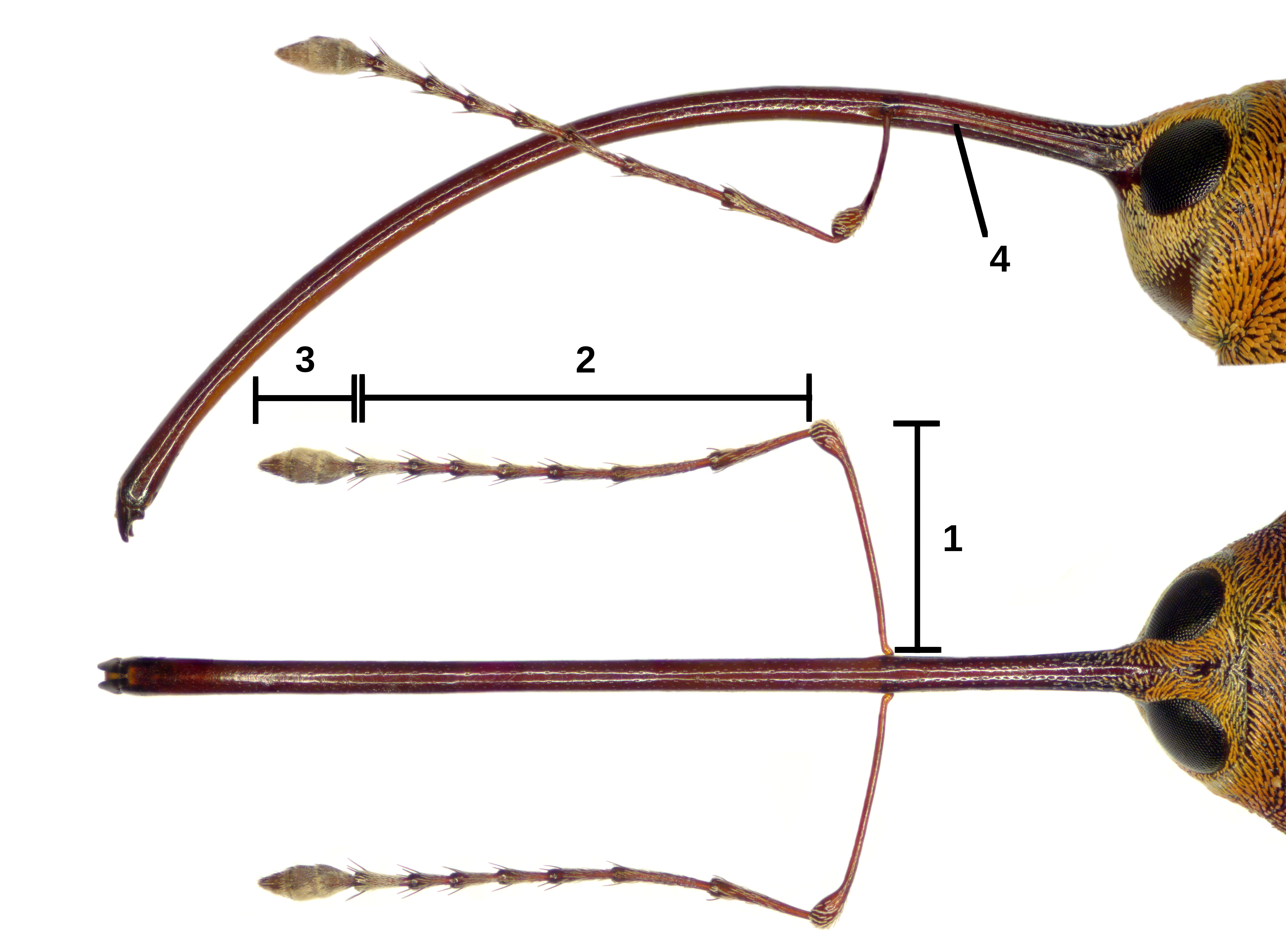
Gekniete Fühler eines Rüsselkäfers mit Begriffserklärung: (1): Fühlerschaft oder Scapus (erstes Fühlerglied) (2): Fühlergeißel (mit Geißelgliedern 1-7) (3): Fühlerkeule (4): Fühlerfurche (eine Furche im Rüssel, in die das Schaftglied des Fühlers eingelegt werden kann)

Es handelt sich um kleine bis große Käfer (1,3–20 mm), die deutlich an ihrem Rüssel (lat.: „Rostrum“) zu erkennen sind. Der Rüssel stellt eine Verlängerung des Kopfes dar. An der Spitze des Rüssels befindet sich die Mundpartie mit den meist sehr kleinen und unauffälligen Mundwerkzeugen. Der Rüssel ist bei den einzelnen Arten unterschiedlich lang und kann sogar mehr als Körperlänge erreichen (z. B. Haselnussbohrer (Curculio nucum)).
Die Fühler sind meist gekniet: das erste Glied (= Fühlerschaft) ist stark verlängert, darauf folgt gewinkelt angesetzt die mehrgliedrige Fühlergeißel. An die Fühlergeißel schließt sich die verdickte Fühlerkeule an. Bei manchen Arten kann das lange Schaftglied in eine Fühlerfurche eingelegt werden. So sind die Fühler nicht im Weg, wenn der Rüssel zum Bohren verwendet wird.
Durch die geknieten Fühler lassen sich die Curculionidae fast immer von anderen Rüsselkäferfamilien unterscheiden. Einzig die Nanophyinae (eine artenarme Unterfamilie der Brentidae) haben unabhängig von den Curculionidae gekniete Fühler entwickelt. Unter den Curculionidae finden sich nur wenige Formen mit ungeknieten Fühlern, etwa in der Unterfamilie Brachycerinae.
Rüsselkäfer können einfarbig bis sehr bunt gefärbt sein. Bei einigen Arten ist der Körper mit Haaren oder, ähnlich wie der Schmetterlingskörper, mit Schuppen bedeckt. Durch unterschiedlich gefärbte Schuppen, oder ein Mosaik aus beschuppten und kahlen Bereichen, kann eine auffällige Musterung zustande kommen. Manche bodenlebende Arten sammeln auf ihrem Körper eine Kruste aus Boden- oder Detritusteilchen an (meist durch spezielle haken- oder keulenförmige Haare fixiert) und sind dann sehr gut getarnt.
Die Beine sind kräftig entwickelt (zum langsamen Schreiten). Einige Arten wie der Buchenspringrüssler können sogar springen. Die Füße sind fünfgliedrig, jedoch ist das vierte Glied oft nur undeutlich zu erkennen. Die Fußunterseiten, vor allem das vergrößerte dritte Glied, sind dicht behaart. Sie dienen zum Festhalten auf glatten Oberflächen. Die Flügel sind normalerweise entwickelt, können aber auch fehlen (z. B. bei den Dickmaulrüsslern (Otiorhynchus)).
Bei den Kern- und Borkenkäfern hat sich aufgrund ihrer Lebensweise ein von den anderen Rüsselkäfern stark abweichendes Erscheinungsbild entwickelt.

## Lebensweise

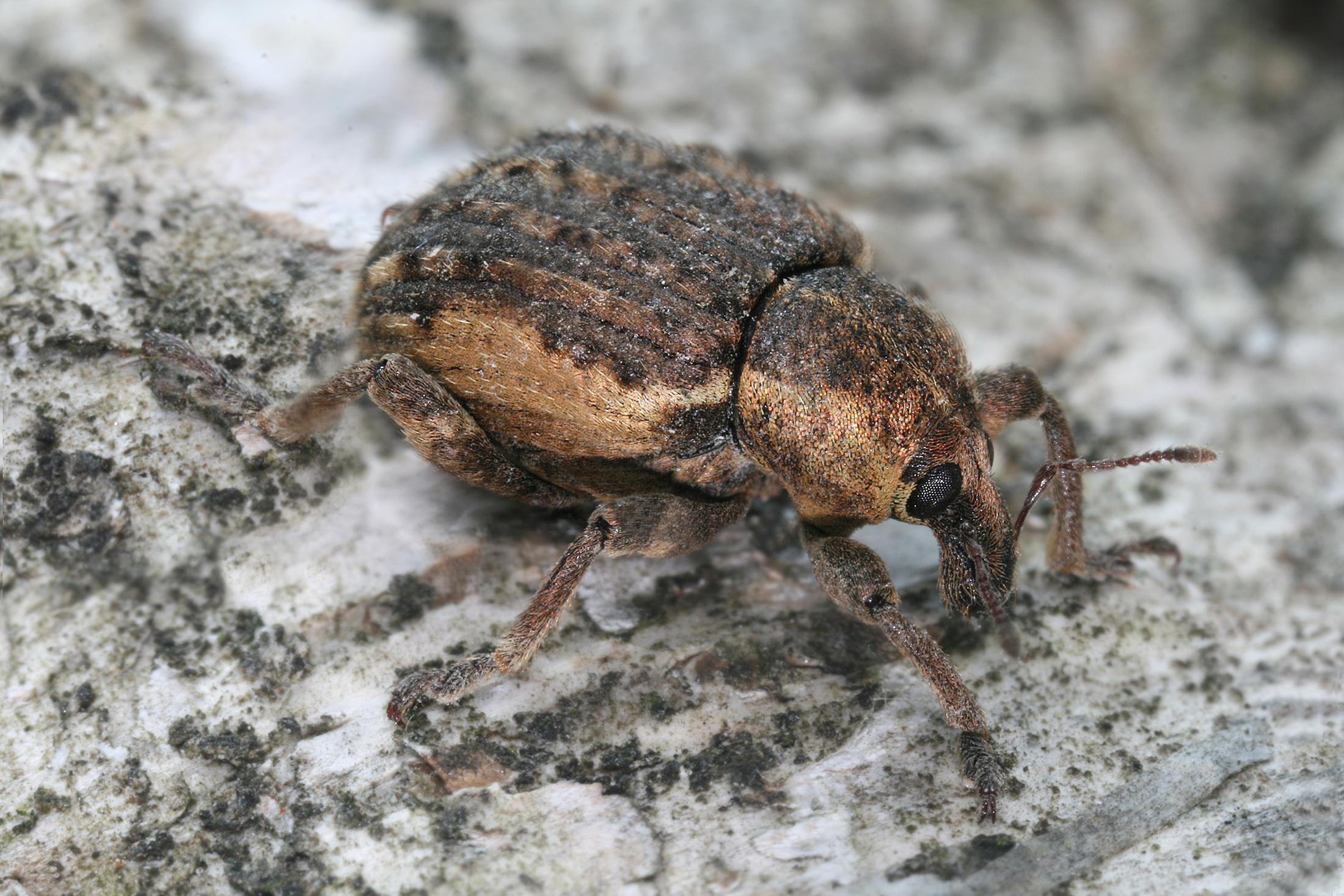
Gespinstrüssler (Brachypera zoilus)

Käfer und Larven so gut wie aller Arten sind phytophag, das heißt, sie ernähren sich von Pflanzen.

Während es auch Generalisten (Polyphagie) gibt, ist die Mehrzahl der Arten auf eine (Monophagie) oder wenige verwandte Pflanzenarten (Oligophagie) als Nahrung spezialisiert.

### Larvalentwicklung

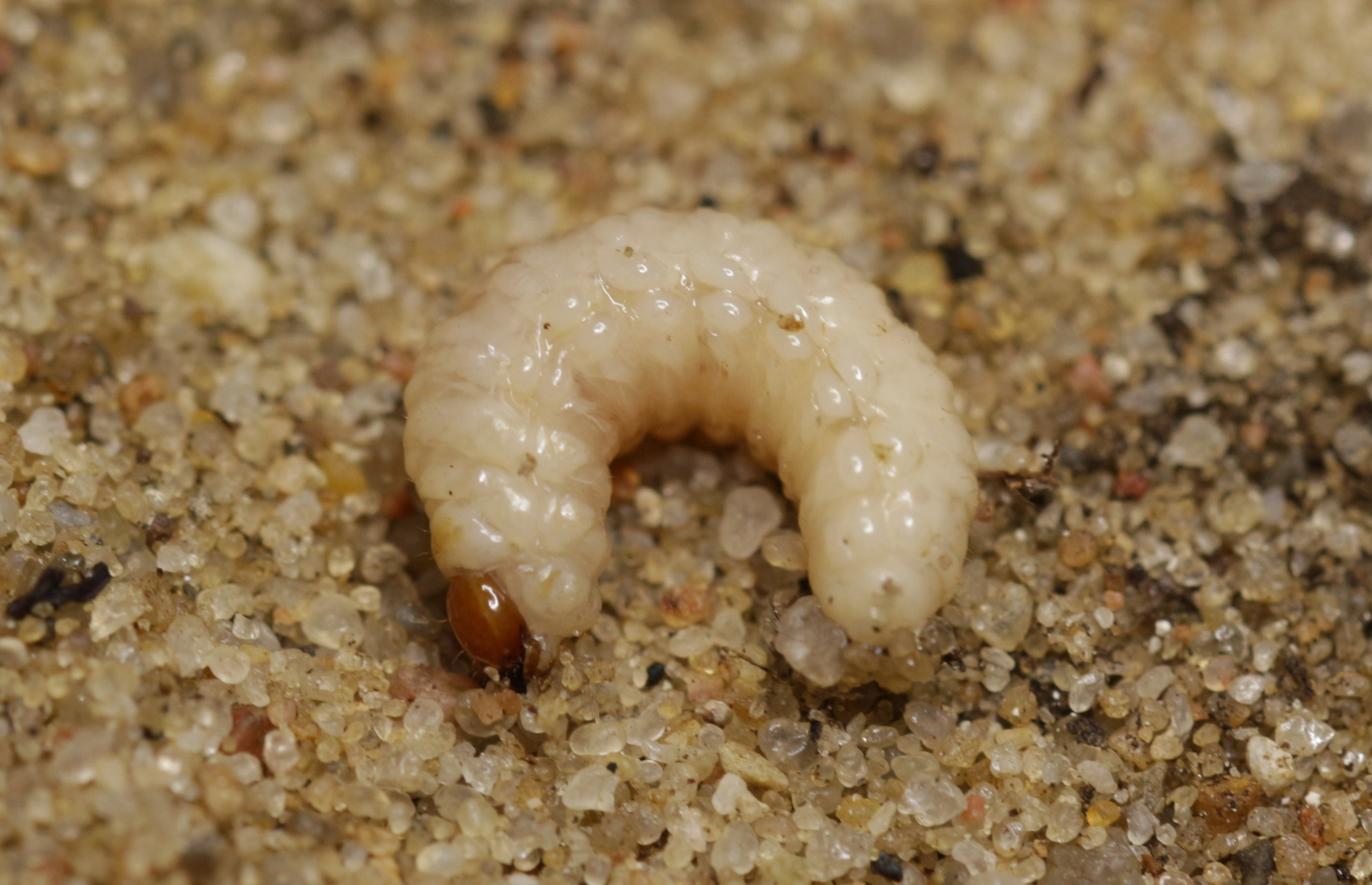
Endophage Larve des Sumpfkresse-Stängelrüsslers, zur Fotografie aus der Pflanze entnommen.

Die größten Unterschiede zwischen den Lebensweisen verschiedener Rüsselkäferarten bestehen in der Art und Weise, wie und wo sich ihre Larven entwickeln.
Die beinlosen Larven entwickeln sich meist im Pflanzeninneren (endophag), im Gegensatz zu den Larven der Blattkäfer. Die Verpuppung kann je nach Art innerhalb oder außerhalb der Pflanze erfolgen. Meist wird nur eine Generation pro Jahr durchlaufen. Bei manchen alpinen Arten dauert die Entwicklung länger als ein Jahr. Die Überwinterung erfolgt häufig, aber nicht immer im Imaginalstadium.

#### In Pflanzenteilen
Beinahe alle Gewebe fast aller Pflanzenarten werden von Rüsselkäfern genutzt. Selbst so winzige Pflanzen wie die Wasserlinsen werden von einer spezialisierten Art (Tanysphyrus lemnae) befallen.
Die meisten Arten entwickeln sich im Stängel, in der Wurzel, oder in den Früchten ihrer Wirtspflanzen. Zu den Arten, die sich im Stängel entwickeln, gehören etwa die Arten der Gattung Lixus, die daher auch als Stängelrüssler bezeichnet werden. Seltener ist die Entwicklung in Zweigen, sie kommt bei Arten der Molytinae vor. Die Steppenrüssler entwickeln sich oft in den Wurzeln.
Auch samenfressende Arten kommen vor, bekannt sind etwa Eichel- und Haselnussbohrer. Larven der Gattung Elaeidobius entwickeln sich in den abgestorbenen männlichen Blüten der Ölpalme, die ausgewachsenen Käfer sind die wichtigsten Bestäuber dieser Pflanzenart.

Es gibt auch Arten, deren Larven Blätter minieren. Dazu gehören vor allem die Springrüssler (Curculioninae: Rhamphini), etwa der Buchenspringrüssler.

Eine Besonderheit sind die Larven der Borkenkäfer, die sich unter der Rinde von Bäumen entwickeln. Einige Arten kultivieren dort Pilze, von denen sie sich ernähren. Es gibt allerdings auch unter den Borkenkäfern Arten, die sich in krautigen Pflanzen entwickeln.

#### Freilebende Larven

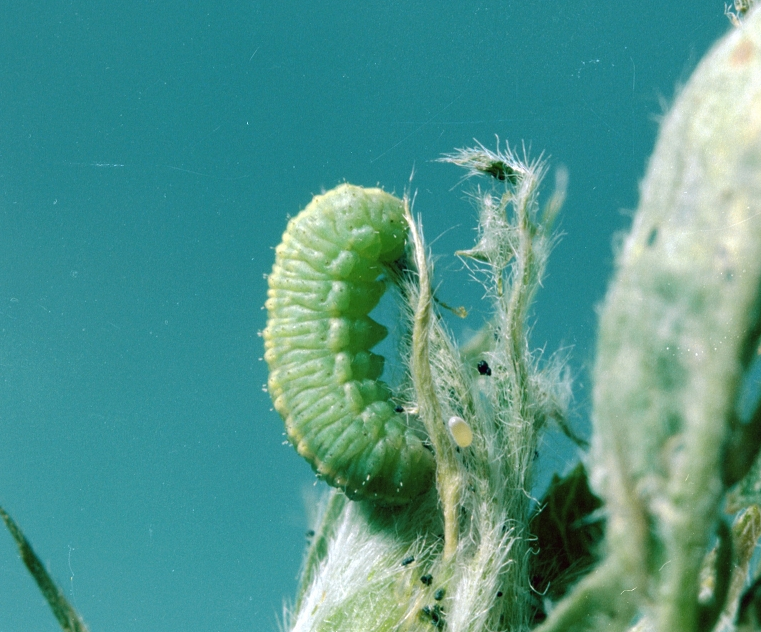
Freilebende (ektophage) Larve von Hypera postica an Luzerne.

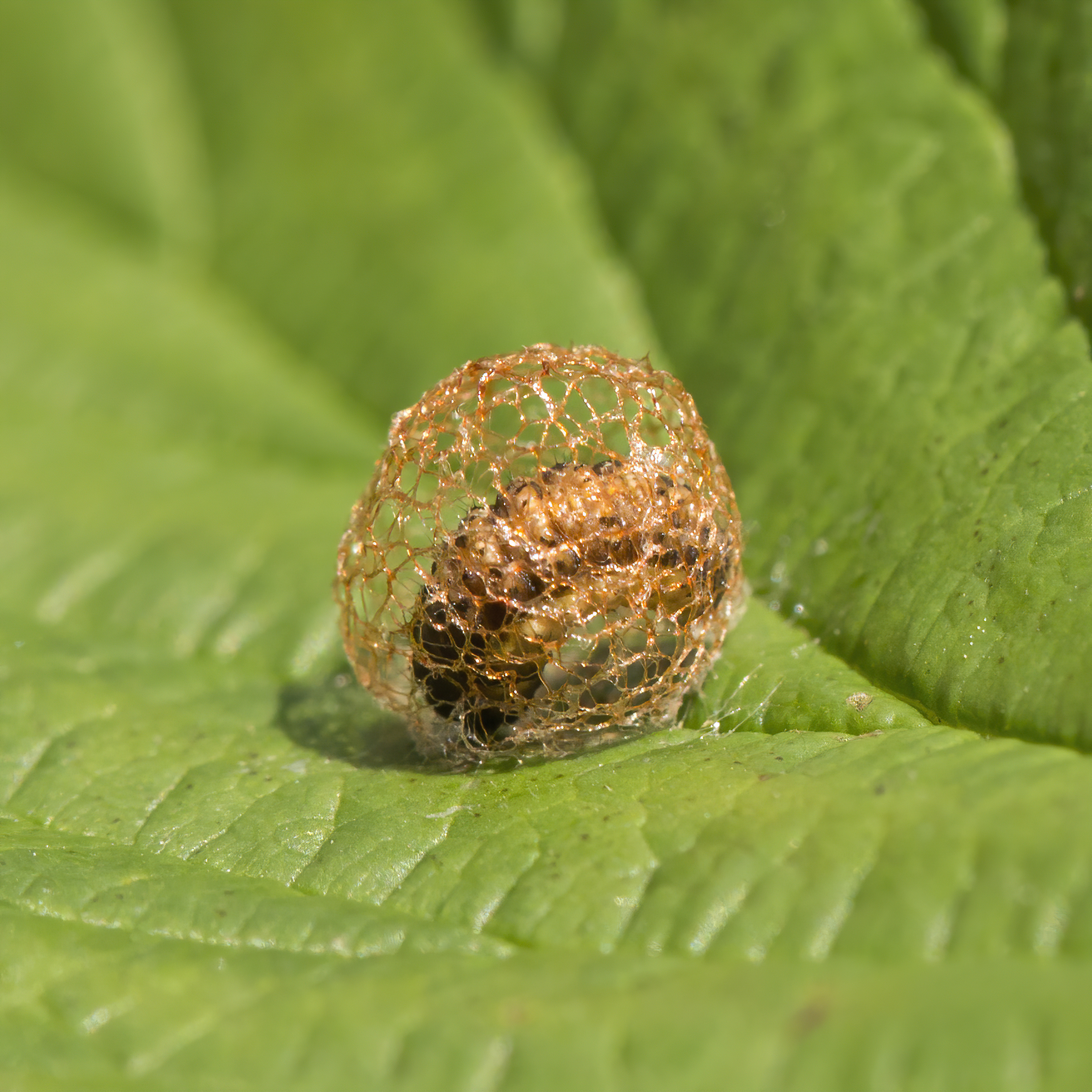
Gespinstkokon, in dem die freilebende Larve von Hypera rumicis kurz vor der Verpuppung steht.

Larven, die sich nicht im Inneren ihrer Wirtspflanze entwickeln, werden als ektophag bezeichnet. Die Larven der Entiminae, zu denen etwa die Dickmaulrüssler, die Grünrüssler und die Blattrandkäfer gehören, leben frei im Boden. Dort fressen sie an Pflanzenwurzeln, meist unspezialisiert polyphag, teilweise aber auch oligo- oder monophag.

Seltener sind freilebende Larven, die ähnlich wie Raupen oberirdisch an ihren Wirtspflanzen leben. Sie sind typisch für die Unterfamilie Hyperinae. Auch die Arten der Gattung Cionus (Curculioninae: Cionini) haben freilebende Larven. Einige Arten der Gattung Bagous (Unterfamilie Bagoinae) haben ektophage Larven, die je nach Wirtspflanze über- oder unter der Wasseroberfläche leben.

#### Pflanzengallen
Mehrere Arten bringen ihre Wirtspflanze dazu, Wucherungen zu erzeugen. In diesen Pflanzengallen entwickeln sich die Rüsselkäferlarven.

Dabei kommen verschiedene Galltypen vor. An Leinkraut entwickelt sich Rhinusa linariae in Wurzelgallen, Rhinusa pilosa in Sprossgallen und Rhinusa antirrhini in den Samenkapseln, wo die Samen durch den Befall anschwellen.

Bei einigen Arten entwickeln sich die Larven in fremden Gallen, etwa der Weiden-Gallenbohrer. Sie fressen dabei entweder nur das Gallengewebe (Curculio villosus bei Gallen der Gallwespe Biorhiza pallida), oder zusätzlich die Eier oder Larven des Gallbildners (z. B. Archarius crux). Wenn nur das Gallgewebe gefressen wird, kann es vorkommen, dass die Larve des Gallbildners verhungert, obwohl sie nicht von der Rüsselkäferlarve gefressen wird.
In der Gattung Rhinusa gibt es Arten, die spezifisch in den Gallen jeweils einer anderen Art der gleichen Gattung leben.

#### Sonderfälle
Die Steppenrüssler-Art Conorhynchus pistor lebt in Symbiose mit einem stickstofffixierenden Bakterium (Klebsiella pneumonia) und der Salzkraut-Art Salsola inermis. Die Larven des Käfers leben in Lehmkokons an den Wurzeln der Pflanze und die Bakterien leben im Verdauungstrakt der Käferlarven. Die Ausscheidungen der Käferlarven versorgen die Pflanze mit Stickstoff. Es wurde beobachtet, dass der Befall durch die Käferlarven eine positive Auswirkung auf die Pflanzen hat. Dies ist der einzige bekannte Fall einer Symbiose dieser Art.

## Verbreitung
Rüsselkäfer sind auf allen Kontinenten zu finden. Das gilt ebenso für alle größeren Unterfamilien, wobei die Dryophthorinae und Platypodinae schwerpunktmäßig in den Tropen zu finden sind.

### Lebensräume
Rüsselkäfer besiedeln alle Habitattypen, solange dort Höhere Pflanzen wachsen. An Grasartigen leben jedoch nur wenige Rüsselkäfer. Ein guter Lebensraum für Rüsselkäfer weist daher typischerweise viele krautige Pflanzenarten auf. Da viele Rüsselkäferarten auf bestimmte Pflanzenarten spezialisiert sind, hängt der Rüsselkäferartenreichtum von der Artenvielfalt der Pflanzen ab.

Das Vorkommen von Rüsselkäfern hängt nicht nur von dem Vorhandensein geeigneter Wirtspflanzen ab. Sie haben darüber hinaus eigene Ansprüche an den Lebensraum. Es sind viele Fälle bekannt, in denen die Wirtspflanze häufig und weit verbreitet ist, während eine darauf spezialisierte Rüsselkäferart nur selten in bestimmten Habitaten zu finden ist. Gelegentlich wird eine Pflanzenart, die in mehreren Biotoptypen vorkommt, dort jeweils von unterschiedlichen Rüsselkäferarten besiedelt.
Besonders artenreich an Rüsselkäfern sind in Mitteleuropa Magerrasen und Sandbrachen. Ebenfalls viele Arten leben an Gewässerufern und Hochstaudenfluren oder in (Feucht-)wäldern, wo Rüsselkäfer auch an Bäumen zu finden sind. Einige Arten entwickeln sich in Totholz und sind daher auf naturnahe Wälder angewiesen.
Weniger als 1 % der Rüsselkäferarten weltweit leben im Wasser. Aquatische Arten sind in mehreren Unterfamilien zu finden. Die Fähigkeit unter Wasser zu leben ist also mehrfach unabhängig voneinander entstanden. In Mitteleuropa sind dabei vor allem die Arten der Gattung Bagous zu nennen.

## Bedeutung

Gesammelte Sagowürmer in Papua-Neuguinea

Rüsselkäfer sind ein wichtiger Teil des Ökosystems.
Einige Arten, wie der Gefurchte Dickmaulrüssler, der Fichtenrüsselkäfer (Hylobius abietis) oder der Gemeine Graurüssler (Brachyderes incanus) können in Wäldern und Gärten beträchtlichen Schaden anrichten. Auch einige Borkenkäfer sind bekannt als Forstschädlinge. Gerade diese dienen aber auch zahlreichen spezialisierten Insektenarten als Nahrung, die oft besondere Anpassungen aufweisen, um die Borkenkäfer in ihren Gängen zu jagen. Insofern handelt es sich um Schlüsselarten, die eine eigene Lebensgemeinschaft unterhalten. Auch für Vögel stellen sie eine wichtige Nahrung dar.
Rüsselkäfer der Gattung Elaeidobius sind wirtschaftlich bedeutsam als Bestäuber der Ölpalme. In Malaysia mussten Ölpalmen von Hand bestäubt werden, bis in den 80er Jahren der Rüsselkäfer Elaeidobius kamerunensis aus dem ursprünglichen Verbreitungsgebiet der Palme eingeführt wurde. Vorher im Land vorkommende Bestäuber waren nicht effizient genug. Durch die verbesserte Bestäubung durch den Rüsselkäfer stieg der Ertrag um 20–50 % an.

Der Rote Palmrüssler (Rhynchophorus ferrugineus) ist zum einen ein bedeutender Schädling in Palmenkulturen, andererseits ist seine Larve als „Sagowurm“ aber auch ein wichtiges Nahrungsmittel in manchen Teilen der Welt.
Andere Arten werden zur Kontrolle invasiver Pflanzen eingesetzt. Die 2 mm große Art Stenopelmus rufinasus aus Florida wird in Afrika gegen den Großen Algenfarn (Azolla fulicoloides) eingesetzt. Dieser Farn vermehrt sich rasant und überzieht die Oberfläche von südafrikanischen Gewässern mit einem dicken Teppich von Blättern. Als Folge werden wichtige Wasserwege unpassierbar und Bewässerungspumpen und Rohre verstopfen. Die absterbenden Pflanzenmassen entziehen dem Wasser Sauerstoff, sodass Fäulnisgestank entsteht. Weidevieh verwechselt den Teppich mit Gras, verfängt sich darin und ertrinkt. Erste Versuche zeigen, dass Stenopelmus rufinasus, der sich monophag von Algenfarnen ernährt, den Farn wirkungsvoll zurückdrängen kann. Auch Arten der Gattung Bagous wurden zur Kontrolle von invasiven Wasserpflanzen verwendet.
Einige europäische Rüsselkäferarten wurden nach Nordamerika eingeführt, um dort ebenfalls aus Europa stammende invasive Pflanzen zu dezimieren. Dafür wurden Arten verwendet, die sehr auf einzelne Pflanzenarten spezialisiert sind, damit sie die heimische Flora Nordamerikas nicht gefährden.

## Gefährdung
Da es extrem viele Rüsselkäferarten gibt, von denen viele noch nicht beschrieben sind, und ihre Verbreitung nur ungenügend bekannt ist, existieren kaum Einschätzungen zur Gefährdung auf globaler Ebene. Es existieren jedoch regionale Rote Listen, beispielsweise für die Bundesrepublik Deutschland und mehrere deutsche Bundesländer.
Zahlreiche Rüsselkäferarten sind hier durch den Rückgang ihrer Lebensräume bedroht. Die Rote Liste Deutschlands weist etwa die Hälfte der Arten mindestens auf der Vorwarnliste aus. Das Habitat von Rüsselkäfern kann sehr klein sein (wenige Quadratmeter), so dass sie leichter in kleinen Restpopulationen überdauern können als Habitatkomplexbewohner wie Schmetterlinge. Derart kleine Restbestände haben jedoch ein großes Aussterberisiko.

## Systematik
Die Systematik der Rüsselkäfer wurde nie einheitlich gehandhabt und bleibt bis heute eines der großen Problemfelder der systematischen Entomologie. In älteren Werken wurden meist einzelne Merkmale zur Klassifikation herangezogen, beispielsweise die Lage der Fühlerfurche, oder die Ausbildung eines Hakens am Innenrand der Vorderschienen. Diese Vorgehensweise hat zwar einerseits zu für die Bestimmung praktischen Systemen geführt, andererseits entsprechen diese Systeme nicht den tatsächlichen Verwandtschaftsverhältnissen, wie aus einer Vielzahl von Ausnahmen und Übergängen schon immer deutlich wurde.
Inzwischen hat es einige Versuche, die Phylogenie der Großgruppen der Rüsselkäfer zu rekonstruieren, gegeben. Als Beispiele unter vielen seien Thomson oder Marvaldi genannt. Die Ergebnisse sind teils recht unterschiedlich, einige der Verwandtschaftsverhältnisse scheinen jedoch inzwischen als relativ wahrscheinlich:
- Die ehemaligen Unterfamilien Otiorhynchinae (kurzrüsslige Formen mit freiliegenden Maxillen, deren Fühlerfurchen zumindest zum Teil von oben sichtbar sind) und Brachyderinae (kurzrüsslige Formen mit seitlich gelegenen, meist nach unten gebogenen Fühlerfurchen) werden zu einer neuen Unterfamilie Entiminae zusammengelegt. Einzelne Gattungen oder Tribus werden allerdings in andere Unterfamilien verlegt. Darüber welche, besteht allerdings kein Konsens.
- Die ehemalige Familie der Borkenkäfer (Scolytidae) ist ein stark abgeleiteter Zweig der Rüsselkäfer und wird in diese als Unterfamilie Scolytinae eingegliedert.
- Dasselbe gilt für die ehemalige Familie der Kernkäfer (Platypodidae), die nun die Unterfamilie Platypodinae bildet.
- Die Unterfamilie Curculioninae, die in der Vergangenheit die Tribus Tychiini, Curculionini, Ellescini, Acaltyptini und Anthonomini beinhaltete, muss deutlich weiter gefasst werden. Sie umfasst höchstwahrscheinlich die ehemaligen Unterfamilien Rhynchaeninae, Notarinae, Anoplinae, Teile anderer Gruppen, und wahrscheinlich auch die artenreichen Ceutorhynchinae. Letztere werden aber von anderen Autoren nach wie vor getrennt. Der genaue Umfang der Curculioninae bleibt unklar.[13]

Insgesamt scheint sich die Systematik der Curculionoidea auf Familienebene und darüber etwas stabilisiert zu haben (vgl. Curculionoidea#Systematik). Auch die Monophylie vieler Tribus der Familie gilt inzwischen als gesichert. Die Monophylie zahlreicher Unterfamilien ist allerdings nach wie vor ungeklärt.
Die folgende Aufstellung, die die Familie in 12 Unterfamilien einteilt, folgt Oberprieler.
- Brachycerinae
- Conoderinae Schönherr, 1833
- Cossoninae Schönherr, 1825
- Curculioninae Latreille, 1802
- Cyclominae Schönherr, 1826
- Dryophthorinae Schönherr, 1825
- Entiminae Schönherr, 1826
- Lixinae Schönherr, 1823
- Mesoptiliinae
- Molytinae (inkl. Cryptorhynchinae) Schönherr, 1823
- Platypodinae – Kernkäfer Shuckard, 1840
- Scolytinae Latreille, 1806 – Borkenkäfer

### Bestimmungshilfen für mitteleuropäische Arten
- Fotoübersicht der Curculionidae (Rüsselkäfer) Deutschlands - kerbtier.de (etwa die Hälfte der in Deutschland vorkommenden Arten ist abgebildet)
- Curculionidae Bestimmungstabelle - Coleonet.de (Bestimmungsschlüssel für alle Arten Mitteleuropas, für ganz Europa unvollständig)
- Heinz Freude, Karl-Wilhelm Harde, Gustav Adolf Lohse (Herausgeber): Die Käfer Mitteleuropas, Bd. 10: Bruchidae-Curculionidae I. Spektrum Akademischer Verlag 1999, ISBN 978-3-8274-0684-2
- Heinz Freude, Karl-Wilhelm Harde, Gustav Adolf Lohse (Herausgeber): Die Käfer Mitteleuropas, Bd. 11: Curculionidae II. Spektrum Akademischer Verlag 1999, ISBN 978-3-8274-0685-9